# Athanase d'Émèse
Pour les articles homonymes, voir Athanase.
Athanase d'Émèse est un rhéteur, juriste et avocat originaire de Syrie, qui vécut dans la seconde moitié du VIe siècle. Il composa un épitomé des Novelles de Justinien dans le dernier quart du siècle, « après avoir sans doute enseigné le droit à Antioche. »